# نيكولا برونو
نيكولا برونو (بالإيطالية: Nicola Bruno)‏ مواليد 26 يناير 1971 في مقاطعة لودي، إيطاليا، هو لاعب كرة مضرب إيطالي سابق بدأ مسيرته كمحترف سنة 1991 وكان يلعب باليد اليمنى. أعلى تصنيف له في الفردي كان المركز الـ 169 في سنة 1992. أعلى تصنيف له في الزوجي كان المركز الـ 133 في سنة 1996.

## النهائيات

### الفردي: (1)
| الرقم | السنة | الدورة            | الأرضية | المنافس في النهائي | النتيجة في النهائي |
| ----- | ----- | ----------------- | ------- | ------------------ | ------------------ |
| 1.    | 1992  | جرامودا, البرازيل | صلبة    | ريتشارد ماتوشفسكي  | 6-2, 6-2           |

## روابط خارجية
- نيكولا برونو على موقع رابطة محترفي التنس (الإنجليزية)
- نيكولا برونو على موقع الاتحاد الدولي لكرة المضرب (الإنجليزية)
- نيكولا برونو على موقع خلاصة التنس.كوم (الإنجليزية)